# Dacia 1410
Dacia 1410 byl osobní automobil nižší střední třídy vyráběný rumunskou automobilkou Dacia. Pochází z Dacie 1310 TX, která je modernizovaná verze Dacie 1300, ta pochází z Renaultu 12. Vůz se začal vyrábět v roce 1983, kdy proběhl první facelift Dacie 1310. Je silnější než 1310, má výkon 48 kW a objem 1379 cm³, spotřeba je 6,4 l/100 km. Vyráběl se jako hatchback nebo jako kupé (Dacia 1410 Sport).